# Saint-Fiacre-sur-Maine

Localització de Saint-Fiacre-sur-Maine

Saint-Fiacre-sur-Maine (en bretó Sant-Fieg-ar-Mewan, en gal·ló Saent-Fiacre) és un municipi francès, situat a la regió de país del Loira, al departament de Loira Atlàntic, que històricament ha format part de la Bretanya. L'any 2006 tenia 1.162 habitants. Limita amb els municipis de Vertou, La Haie-Fouassière, Maisdon-sur-Sèvre i Château-Thébaud.

## Demografia
| 1962                                       | 1968 | 1975 | 1982 | 1990 | 1999 |
| ------------------------------------------ | ---- | ---- | ---- | ---- | ---- |
| 636                                        | 651  | 761  | 935  | 935  | 996  |
| Des de 1962: població sense dobles comptes |      |      |      |      |      |

## Administració
| Període | Identitat       | Partit |
| ------- | --------------- | ------ |
| 2001-   | Jean-Yves Lecoq |        |

## Agermanaments
- Échichens (cantó de Vaud, Suïssa)

## Galeria d'imatges

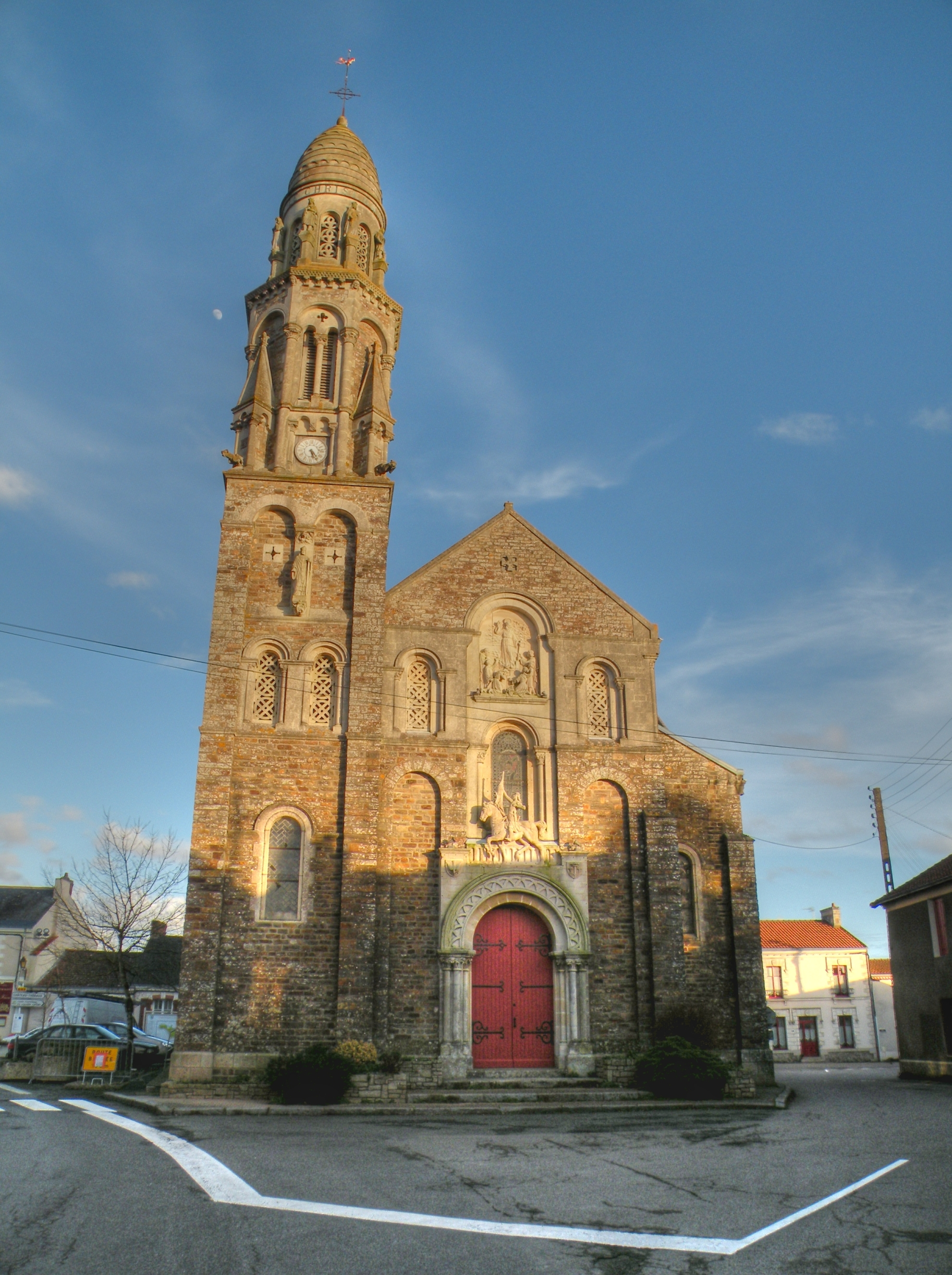
Església Saint-Hilaire
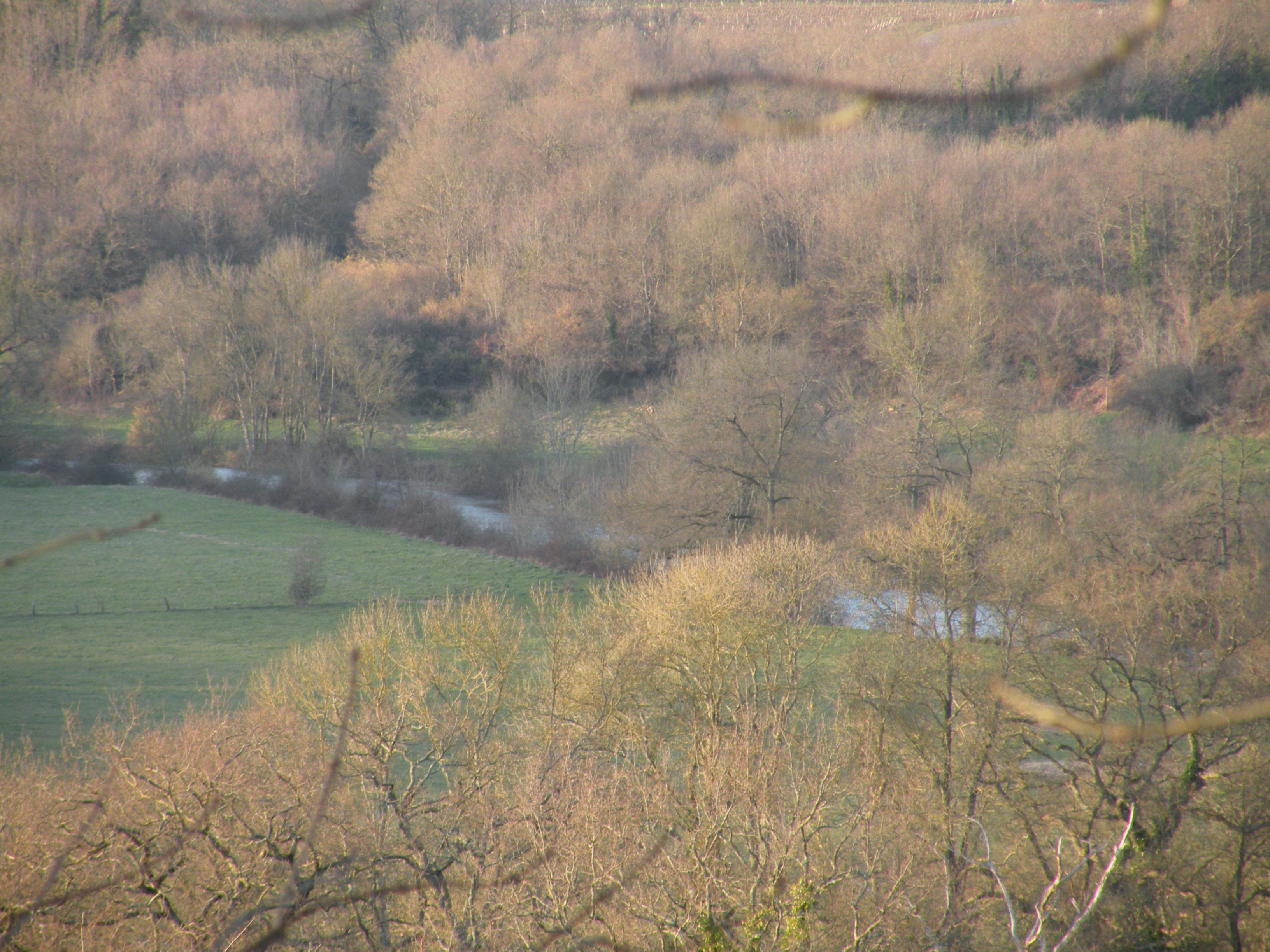
La vall de la Maine
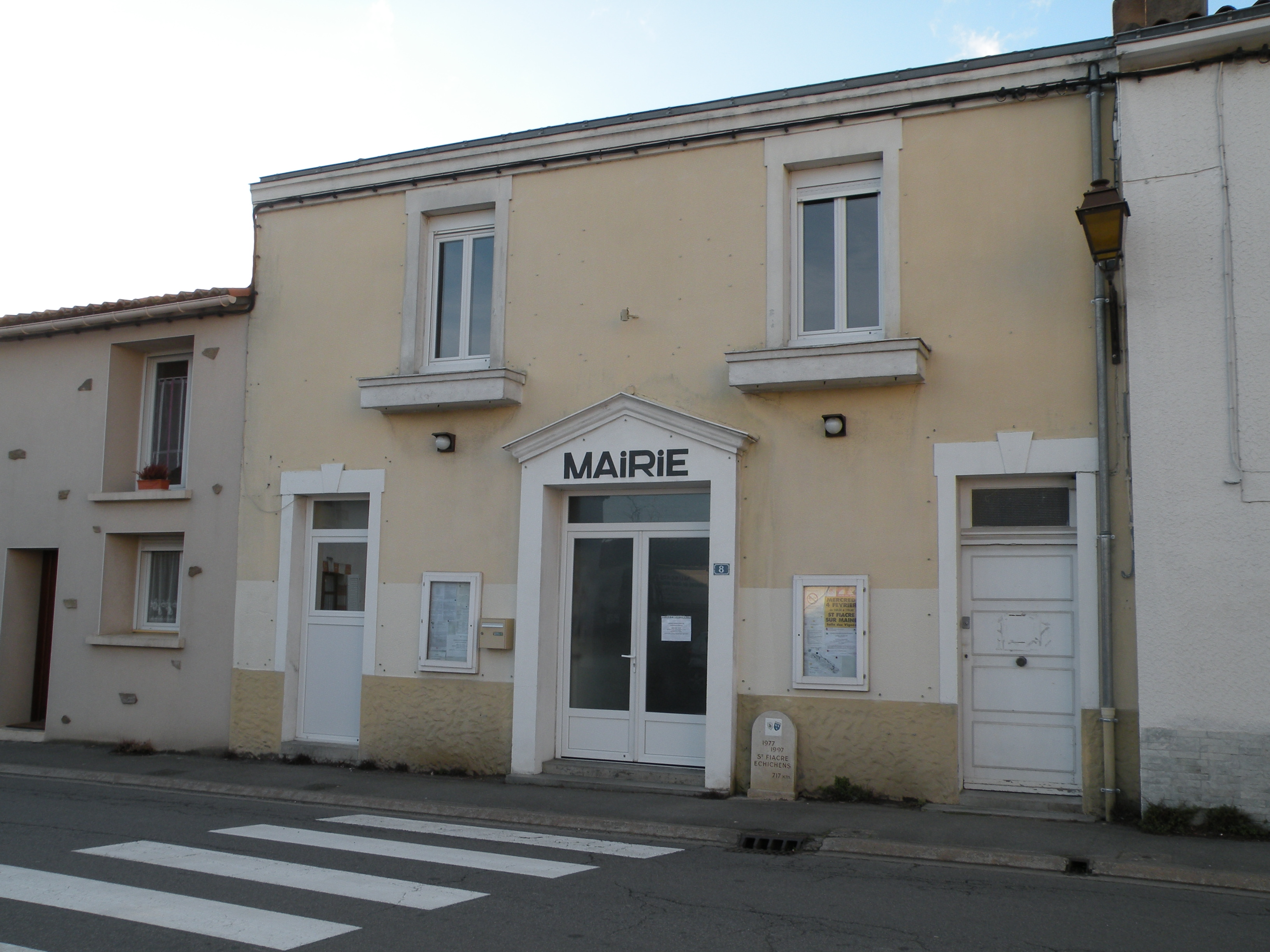
Alcaldia